# Nigeria aux Jeux olympiques d'été de 2024
Le Nigeria participe aux Jeux olympiques de 2024 à Paris. Il s'agit de sa 18e participation à des Jeux olympiques d'été.
L'athlète Tobi Amusan est nommée porte-drapeau de la délégation nigériane. 

## Nombre d’athlètes qualifiés par sport
Voici la liste des qualifiés et sélectionnés nigérians par sport (remplaçants compris) :
| Sport                                 | Hommes | Femmes | Total |
| ------------------------------------- | ------ | ------ | ----- |
| Athlétisme                            | 18     | 18     | 36    |
| Badminton                             | 1      | 0      | 1     |
| Basket-ball                           | 0      | 12     | 12    |
| Boxe                                  | 2      | 1      | 3     |
| Canoë-kayak                           | 0      | 2      | 2     |
| Cyclisme                              | 0      | 1      | 1     |
| Football                              | 0      | 18     | 18    |
| Haltérophilie                         | 0      | 2      | 2     |
| Lutte                                 | 1      | 5      | 6     |
| Sports aquatiques • Natation sportive | 1      | 1      | 2     |
| Taekwondo                             | 0      | 1      | 1     |
| Tennis de table                       | 2      | 2      | 4     |
| Total                                 | 25     | 63     | 88    |

## Résultats

### Athlétisme

#### Hommes
| Athlète                                                           | Épreuve          | Premier tour (ou tour préliminaire) | Premier tour (ou tour préliminaire) | Repêchage (ou premier tour) | Repêchage (ou premier tour) | Demi-finales | Demi-finales | Finale   | Finale   |
| Athlète                                                           | Épreuve          | Temps                               | Rang                                | Temps                       | Rang                        | Temps        | Rang         | Temps    | Rang     |
| ----------------------------------------------------------------- | ---------------- | ----------------------------------- | ----------------------------------- | --------------------------- | --------------------------- | ------------ | ------------ | -------- | -------- |
| Favour Ashe                                                       | 100 m            | Exempté                             | Exempté                             | 10 s 16                     | 4e                          | 10 s 08      | 6e           | Éliminé  | Éliminé  |
| Godson Oke Oghenebrume                                            | 100 m            | Abandon                             | Abandon                             | Abandon                     | Abandon                     | Abandon      | Abandon      | Abandon  | Abandon  |
| Kayinsola Ajayi                                                   | 100 m            | Exempté                             | Exempté                             | 10 s 02                     | 1er                         | 10 s 13      | 6e           | Éliminé  | Éliminé  |
| Udodi Onwuzurike                                                  | 200 m            | 20 s 55                             | 5e                                  | 20 s 51                     | 1er                         | 20 s 72      | 7e           | Éliminé  | Éliminé  |
| Emmanuel Bamidele                                                 | 400 m            | DNS                                 | DNS                                 | Éliminé                     | Éliminé                     | Éliminé      | Éliminé      | Éliminé  | Éliminé  |
| Samuel Ogazi                                                      | 400 m            | 44 s 50                             | 2e                                  | Exempté                     | Exempté                     | 44 s 41      | 3e           | 44 s 73  | 7e       |
| Chidi Okezie                                                      | 400 m            | 45 s 52                             | 4e                                  | 45 s 92                     | 5e                          | Éliminé      | Éliminé      | Éliminé  | Éliminé  |
| Edose Ibadin                                                      | 800 m            | 1 min 46 s 56                       | 6e                                  | 1 min 49 s 09               | 7e                          | Éliminé      | Éliminé      | Éliminé  | Éliminé  |
| Ezekiel Nathaniel                                                 | 400 m haies      | 48 s 38                             | 2e                                  | 48 s 65                     | 5e                          | Éliminé      | Éliminé      | Éliminé  | Éliminé  |
| Favour Ashe Kayinsola Ajayi Usheoritse Itsekiri Alaba Akintola    | Relais 4 × 100 m | 38 s 20                             | 7e                                  | Non disputé                 | Non disputé                 | Non disputé  | Non disputé  | Éliminés | Éliminés |
| Chidi Okezie Dubem Amene Ezekiel Nathaniel Ifeanyi Emmanuel Ojeli | Relais 4 × 400 m | DQ                                  | DQ                                  | Non disputé                 | Non disputé                 | Non disputé  | Non disputé  | Éliminés | Éliminés |

| Athlètes              | Épreuve           | Qualification | Qualification | Finale      | Finale  |
| Athlètes              | Épreuve           | Performance   | Rang          | Performance | Rang    |
| --------------------- | ----------------- | ------------- | ------------- | ----------- | ------- |
| Chukwuebuka Enekwechi | Lancer du poids   | 21,13 m       | 9e            | 21,42 m     | 6e      |
| Nnamdi Chinecherem    | Lancer du javelot | 77,53 m       | 14e           | Éliminé     | Éliminé |

#### Femmes
| Rosemary Chukwuma                                                      | 100 m            | Exemptée   | Exemptée | 11 s 26     | 3e          | 11 s 39     | 8e          | Éliminée  | Éliminée  |           |           |
| Favour Ofili                                                           | 100 m            | Exemptée   | Exemptée | DNS         | DNS         | Éliminée    | Éliminée    | Éliminée  | Éliminée  |           |           |
| Tima Godbless                                                          | 100 m            | Exemptée   | Exemptée | 11 s 33     | 6e          | Éliminée    | Éliminée    | Éliminée  | Éliminée  |           |           |
| Favour Ofili                                                           | 200 m            | 22 s 24    | 1re      | Exemptée    | Exemptée    | 22 s 05     | 2e          | 22 s 24   | 6e        |           |           |
| Tima Godbless                                                          | 200 m            | DNS        | DNS      | Éliminée    | Éliminée    | Éliminée    | Éliminée    | Éliminée  | Éliminée  |           |           |
| Ella Onojuvwevwo                                                       | 400 m            | 51 s 65    | 6e       | 50 s 59     | 1re         | 51 s 05     | 6e          | Éliminée  | Éliminée  |           |           |
| Esther Elo Joseph                                                      | 400 m            | DQ         | DQ       | Éliminée    | Éliminée    | Éliminée    | Éliminée    | Éliminée  | Éliminée  |           |           |
| Tobi Amusan                                                            | 100 m haies      | 12 s 49    | 1re      | Exemptée    | Exemptée    | 12 s 55     | 3e          | Éliminée  | Éliminée  |           |           |
| Favour Ofili Tima Godbless Rosemary Chukwuma Justina Tiana Eyakpobeyan | Relais 4 × 100 m | 42 s 70 SB | 6e       | Non disputé | Non disputé | Non disputé | Non disputé | Éliminées | Éliminées | Éliminées | Éliminées |

| Temitope Adeshina  | Saut en hauteur   | 1,88 m  | 9e  | Éliminée | Éliminée |         |         |
| Ruth Usoro         | Saut en longueur  | 6,68 m  | 5e  | 6,58 m   | 10e      |         |         |
| Ese Brume          | Saut en longueur  | 6,76 m  | 4e  | 6,70 m   | 5e       |         |         |
| Prestina Ochonogor | Saut en longueur  | 6,65 m  | 7e  | 6,24 m   | 12e      |         |         |
| Obiageri Amaechi   | Lancer du disque  | 45,45 m | 16e | Éliminée | Éliminée |         |         |
| Ashley Anumba      | Lancer du disque  | 58,83 m | 14e | Éliminée | Éliminée |         |         |
| Chioma Onyekwere   | Lancer du disque  | 60,78 m | 15e | Éliminée | Éliminée |         |         |
| Oyesade Olatoye    | Lancer du marteau | 66,41 m | 14e | Éliminé  | Éliminé  | Éliminé | Éliminé |

#### Mixte
| Athlètes                                                                  | Épreuve          | Premier tour  | Premier tour | Finale   | Finale   |
| Athlètes                                                                  | Épreuve          | Temps         | Rang         | Temps    | Rang     |
| ------------------------------------------------------------------------- | ---------------- | ------------- | ------------ | -------- | -------- |
| Ella Onojuvwevwo Samuel Ogazi Ifeanyi Emmanuel Ojeli Patience Okon George | Relais 4 × 400 m | 3 min 19 s 99 | 9e           | Éliminés | Éliminés |

### Badminton
| Athlète                  | Compétition   | Phase de groupes           | Phase de groupes        | Phase de groupes | 1/8e de finale   | Quarts de finale | Demi-finales     | Finale / 3e place | Finale / 3e place |
| Athlète                  | Compétition   | Adversaire Score           | Adversaire Score        | Rang             | Adversaire Score | Adversaire Score | Adversaire Score | Adversaire Score  | Rang              |
| ------------------------ | ------------- | -------------------------- | ----------------------- | ---------------- | ---------------- | ---------------- | ---------------- | ----------------- | ----------------- |
| Anuoluwapo Juwon Opeyori | Simple hommes | Künzi Défaite 20-22, 14-21 | Li Défaite 17-21, 17-21 | 3e du gr. N      | Éliminé          | Éliminé          | Éliminé          | Éliminé           | Éliminé           |

### Basket-ball
| Épreuve         | Phase de groupe          | Phase de groupe      | Phase de groupe       | Phase de groupe | Quart de finale          | Demi-finale      | Finale / MB      | Rang |
| Épreuve         | Adversaire Score         | Adversaire Score     | Adversaire Score      | Rang            | Adversaire Score         | Adversaire Score | Adversaire Score | Rang |
| --------------- | ------------------------ | -------------------- | --------------------- | --------------- | ------------------------ | ---------------- | ---------------- | ---- |
| Tournoi féminin | Australie Victoire 75-62 | France Défaite 54-75 | Canada Victoire 79-70 | 3e              | États-Unis Défaite 74-88 | Éliminées        | Éliminées        | 8e   |

### Boxe
| Athlètes            | Catégorie             | 1/16e de finale       | 1/8e de finale      | Quart de finale     | Demi-finale         | Finale              | Rang              |
| Athlètes            | Catégorie             | Adversaire Résultat   | Adversaire Résultat | Adversaire Résultat | Adversaire Résultat | Adversaire Résultat | Rang              |
| ------------------- | --------------------- | --------------------- | ------------------- | ------------------- | ------------------- | ------------------- | ----------------- |
| Dolapo Omole        | Poids plumes (-57 kg) | N'a pas participé     | N'a pas participé   | N'a pas participé   | N'a pas participé   | N'a pas participé   | N'a pas participé |
| Olaitan Adam Olaore | Poids lourds (-92 kg) | Oralbay Défaite 0 - 5 | Éliminé             | Éliminé             | Éliminé             | Éliminé             | Éliminé           |

| Athlètes             | Catégorie             | 1/16e de finale     | 1/8e de finale      | Quart de finale     | Demi-finale         | Finale              | Rang         |
| Athlètes             | Catégorie             | Adversaire Résultat | Adversaire Résultat | Adversaire Résultat | Adversaire Résultat | Adversaire Résultat | Rang         |
| -------------------- | --------------------- | ------------------- | ------------------- | ------------------- | ------------------- | ------------------- | ------------ |
| Cynthia Ogunsemilore | Poids légers (-60 kg) | Disqualifiée        | Disqualifiée        | Disqualifiée        | Disqualifiée        | Disqualifiée        | Disqualifiée |

### Canoë-kayak

#### Course en ligne
| Athlète                     | Compétition | Séries        | Séries | Quarts de finale | Quarts de finale | Demi-finales | Demi-finales | Finales A, B, C | Finales A, B, C |
| Athlète                     | Compétition | Temps         | Rang   | Temps            | Rang             | Temps        | Rang         | Temps           | Rang            |
| --------------------------- | ----------- | ------------- | ------ | ---------------- | ---------------- | ------------ | ------------ | --------------- | --------------- |
| Ayomide Bello Beauty Otuedo | C2 500 m    | 2 min 10 s 11 | 6e     | 2 min 7 s 86     | 6e               | Non disputé  | Non disputé  | 2 min 15 s 20   | Finale B 5e     |

### Cyclisme

#### Piste
| Athlète               | Compétition                 | Qualification        | Qualification | 32ème de finale          | Repêchages 1             | 16ème de finale          | Repêchages 2             | 8ème de finale           | Repêchages 3             | Quarts de finale         | Demi-finales             | Finale Match de classement | Finale Match de classement |
| Athlète               | Compétition                 | Temps Vitesse        | Rang          | Adversaire Temps Vitesse | Adversaire Temps Vitesse | Adversaire Temps Vitesse | Adversaire Temps Vitesse | Adversaire Temps Vitesse | Adversaire Temps Vitesse | Adversaire Temps Vitesse | Adversaire Temps Vitesse | Adversaire Temps Vitesse   | Rang                       |
| --------------------- | --------------------------- | -------------------- | ------------- | ------------------------ | ------------------------ | ------------------------ | ------------------------ | ------------------------ | ------------------------ | ------------------------ | ------------------------ | -------------------------- | -------------------------- |
| Ese Lovina Ukpeseraye | Vitesse individuelle femmes | 11 s 652 61,792 km/h | 28e           | Éliminée                 | Éliminée                 | Éliminée                 | Éliminée                 | Éliminée                 | Éliminée                 | Éliminée                 | Éliminée                 | Éliminée                   | e                          |

| Athlète               | Compétition | 1er tour | Repêchages | Quarts de finale | Demi-finales | Finale (1-6) ou classement (7-12) |
| Athlète               | Compétition | Rang     | Rang       | Rang             | Rang         | Rang                              |
| --------------------- | ----------- | -------- | ---------- | ---------------- | ------------ | --------------------------------- |
| Ese Lovina Ukpeseraye | Femmes      | 6e       | 4e         | Éliminée         | Éliminée     | Éliminée                          |

#### Route
| Athlète               | Compétition      | Temps | Rang |
| --------------------- | ---------------- | ----- | ---- |
| Ese Lovina Ukpeseraye | Contre-la-montre | DNF   | DNF  |

### Football
| Épreuve         | Premier tour       | Premier tour        | Premier tour      | Premier tour | Quart de finale  | Demi-finale      | Finale / MB      | Rang      |
| Épreuve         | Adversaire Score   | Adversaire Score    | Adversaire Score  | Rang         | Adversaire Score | Adversaire Score | Adversaire Score | Rang      |
| --------------- | ------------------ | ------------------- | ----------------- | ------------ | ---------------- | ---------------- | ---------------- | --------- |
| Tournoi féminin | Brésil Défaite 0–1 | Espagne Défaite 0–1 | Japon Défaite 1–3 | 4e           | Éliminées        | Éliminées        | Éliminées        | Éliminées |

### Haltérophilie
| Athlète                 | Compétition    | Arraché  | Arraché | Épaulé-jeté | Épaulé-jeté | Total  | Rang |
| Athlète                 | Compétition    | Résultat | Rang    | Résultat    | Rang        | Total  | Rang |
| ----------------------- | -------------- | -------- | ------- | ----------- | ----------- | ------ | ---- |
| Rafiatu Folashade Lawal | Moins de 59 kg | 100 kg   | 7e      | 130 kg      | 4e          | 230 kg | 5e   |
| Joy Ogbonne Eze         | Moins de 71 kg | 101 kg   | 9e      | 131 kg      | 7e          | 232 kg | 7e   |

### Lutte
Légende
- F : victoire par tombé
- WO : victoire par forfait

| Athlète       | Compétition     | Huitièmes de finale   | Quart de finale     | Demi-finale         | Repêchage           | Finale / CB         | Rang    |
| Athlète       | Compétition     | Adversaire Résultat   | Adversaire Résultat | Adversaire Résultat | Adversaire Résultat | Adversaire Résultat | Rang    |
| ------------- | --------------- | --------------------- | ------------------- | ------------------- | ------------------- | ------------------- | ------- |
| Ashton Mutuwa | Moins de 125 kg | Ligeti Défaite 0 - 11 | Éliminé             | Éliminé             | Éliminé             | Éliminé             | Éliminé |

| Athlète               | Compétition    | Huitièmes de finale         | Quart de finale         | Demi-finale                 | Repêchage           | Finale / CB         | Rang     |
| Athlète               | Compétition    | Adversaire Résultat         | Adversaire Résultat     | Adversaire Résultat         | Adversaire Résultat | Adversaire Résultat | Rang     |
| --------------------- | -------------- | --------------------------- | ----------------------- | --------------------------- | ------------------- | ------------------- | -------- |
| Christianah Ogunsanya | Moins de 53 kg | Batkhuyagiin Défaite 1 - 3F | Éliminée                | Éliminée                    | Éliminée            | Éliminée            | Éliminée |
| Odunayo Adekuoroye    | Moins de 57 kg | Chaimaa Défaite 0 - 0WO     | Hong Défaite 0 - 5F     | Éliminée                    | Éliminée            | Éliminée            | Éliminée |
| Esther Kolawole       | Moins de 62 kg | Tynybekova Défaite 1 - 5    | Éliminée                | Éliminée                    | Éliminée            | Éliminée            | Éliminée |
| Blessing Oborududu    | Moins de 68 kg | Morais Victoire 8 - 2       | Larroque Victoire 6 - 2 | Zhumanazarova Défaite 1 - 3 | Exemptée            | Ozaki Défaite 0 - 3 | 5e       |
| Hannah Reuben         | Moins de 76 kg | Enkh-Amaryn Défaite 2 - 5   | Éliminée                | Éliminée                    | Éliminée            | Éliminée            | Éliminée |

### Natation
| Athlète      | Épreuve         | Séries  | Séries | Demi-finales | Demi-finales | Finale  | Finale  |
| Athlète      | Épreuve         | Temps   | Rang   | Temps        | Rang         | Temps   | Rang    |
| ------------ | --------------- | ------- | ------ | ------------ | ------------ | ------- | ------- |
| Tobi Sijuade | 50 m nage libre | 23 s 34 | 43e    | Éliminé      | Éliminé      | Éliminé | Éliminé |

| Athlète      | Épreuve         | Séries  | Séries | Demi-finales | Demi-finales | Finale   | Finale   |
| Athlète      | Épreuve         | Temps   | Rang   | Temps        | Rang         | Temps    | Rang     |
| ------------ | --------------- | ------- | ------ | ------------ | ------------ | -------- | -------- |
| Adaku Nwandu | 50 m nage libre | 26 s 62 | 34e    | Éliminée     | Éliminée     | Éliminée | Éliminée |

### Taekwondo
| Athlète             | Compétition    | Éliminatoires         | Huitième de finale  | Quart de finale     | Demi-finale         | Repêchage           | Finale / CB         | Rang     |
| Athlète             | Compétition    | Adversaire Résultat   | Adversaire Résultat | Adversaire Résultat | Adversaire Résultat | Adversaire Résultat | Adversaire Résultat | Rang     |
| ------------------- | -------------- | --------------------- | ------------------- | ------------------- | ------------------- | ------------------- | ------------------- | -------- |
| Elizabeth Anyanacho | Moins de 67 kg | Song Défaite 3-3, 2-8 | Éliminée            | Éliminée            | Éliminée            | Éliminée            | Éliminée            | Éliminée |

### Tennis de table
| Athlète(s) (n° de tête de série) | Compétition | 1er tour                         | 2e tour             | 3e tour             | 4e tour             | Quart de finale     | Demi-finale         | Finale / MB         | Rang    |
| Athlète(s) (n° de tête de série) | Compétition | Adversaire(s) Score              | Adversaire(s) Score | Adversaire(s) Score | Adversaire(s) Score | Adversaire(s) Score | Adversaire(s) Score | Adversaire(s) Score | Rang    |
| -------------------------------- | ----------- | -------------------------------- | ------------------- | ------------------- | ------------------- | ------------------- | ------------------- | ------------------- | ------- |
| Quadri Aruna (14)                | Simple      | Eduard Ionescu (ROU) Défaite 3-4 | Éliminé             | Éliminé             | Éliminé             | Éliminé             | Éliminé             | Éliminé             | Éliminé |
| Olajide Omotayo (54)             | Simple      | Noshad Alamian (IRI) Défaite 1-4 | Éliminé             | Éliminé             | Éliminé             | Éliminé             | Éliminé             | Éliminé             | Éliminé |

| Athlète(s) (n° de tête de série) | Compétition | 1er tour                          | 2e tour             | 3e tour             | 4e tour             | Quart de finale     | Demi-finale         | Finale / MB         | Rang     |
| Athlète(s) (n° de tête de série) | Compétition | Adversaire(s) Score               | Adversaire(s) Score | Adversaire(s) Score | Adversaire(s) Score | Adversaire(s) Score | Adversaire(s) Score | Adversaire(s) Score | Rang     |
| -------------------------------- | ----------- | --------------------------------- | ------------------- | ------------------- | ------------------- | ------------------- | ------------------- | ------------------- | -------- |
| Offiong Edem (en) (53)           | Simple      | Bruna Takahashi (BRA) Défaite 0-4 | Éliminée            | Éliminée            | Éliminée            | Éliminée            | Éliminée            | Éliminée            | Éliminée |
| Fatimo Bello (59)                | Simple      | Jia Nan Yuan (FRA) Défaite 0-4    | Éliminée            | Éliminée            | Éliminée            | Éliminée            | Éliminée            | Éliminée            | Éliminée |